# Klaudia Friedl
Klaudia Friedl (* 21. März 1963 in Steinberg an der Rabnitz) ist eine österreichische Politikerin (SPÖ) und leitende Angestellte. Sie ist Bürgermeisterin der Marktgemeinde Steinberg-Dörfl und war von November 2017 bis Oktober 2019 Abgeordnete zum österreichischen Nationalrat. Zuvor war sie von 2010 bis 2017 Abgeordnete im Burgenländischen Landtag.
Mit 1. November 2019 wurde Klaudia Friedl zur Geschäftsführerin der Pflegeservice Burgenland GmbH bestellt. Die PSB bietet u. a. das österreichweit einzigartige Anstellungsmodell für pflegende Angehörige an.

## Leben
Friedl besuchte nach der Volksschule die Hauptschule und schloss ihre Schulbildung mit dem Besuch einer Handelsakademie ab. Friedl ist beruflich als kaufmännische Angestellte tätig und war zuletzt als Verwaltungsdirektorin beschäftigt.

## Politik
Friedl begann ihre politische Karriere, als sie am 28. März 2003 zur Gemeinderätin von Steinberg-Dörfl gewählt wurde. Sie wurde am 21. Oktober 2004 zudem in den Bezirksausschuss der SPÖ-Oberpullendorf gewählt und engagierte sich zudem stark in den SPÖ-Frauenorganisationen, wobei sie ebenfalls am 21. Oktober 2004 Mitglied des SPÖ-Bezirksfrauenvorstands wurde. Am 6. März 2007 übernahm sie die Funktion der Vorsitzenden-Stellvertreterin im Bezirksfrauenvorstand, am 1. Mai 2007 wurde sie in den Landesfrauenvorstand der SPÖ-Burgenland gewählt. Am 29. April 2009 stieg sie schließlich zur Bezirksfrauenvorsitzenden auf. Seit dem 24. März 2007 ist Friedl zudem Mitglied des Bezirksparteivorstands. Friedl kandidierte bei der Landtagswahl im Burgenland 2010 auf Platz 3 des Kreiswahlvorschlags für den Landtagswahlkreis Oberpullendorf und zog in der Folge am 24. Juni 2010 als neue Landtagsabgeordnete der SPÖ in den Landtag ein.
Zuvor Vizebürgermeisterin wurde sie 2006 nach Franz Schneller (ÖVP) Bürgermeisterin in Steinberg-Dörfl.
Im Jahr 2017 kandidierte sie – hinter Hans Peter Doskozil – auf Platz der 2 im Landeswahlkreis Burgenland bei der Nationalratswahl. Nachdem Hans Peter Doskozil angekündigt hatte, als Finanzlandesrat in die Burgenländische Landesregierung zu wechseln, rückte Friedl auf das Nationalratsmandat nach und wurde in der konstituierenden Nationalratssitzung am 9. November 2017 erstmals als Abgeordnete angelobt. Im Juni 2019 wurde bekannt, dass sie bei der Nationalratswahl 2019 nicht mehr kandidiert. Im September 2020 wurde Sandra Gerdenitsch in Nachfolge von Klaudia Friedl als geschäftsführende SPÖ-Bezirksfrauenvorsitzende im Bezirk Oberpullendorf eingesetzt.

## Auszeichnungen
- 2020: Großes Ehrenzeichen des Landes Burgenland in Gold[4]